# Melanophryniscus montevidensis
Melanophryniscus montevidensis är en groddjursart som först beskrevs av Philippi 1902.  Melanophryniscus montevidensis ingår i släktet Melanophryniscus och familjen paddor. IUCN kategoriserar arten globalt som sårbar. Inga underarter finns listade i Catalogue of Life.